# Jose Rodolfo Villarreal-Hernandez
Jose Rodolfo Villareal-Hernandez (México, 16 de janeiro de 1978) é chefe de um cartel de drogas mexicano, que foi adicionado à lista dos dez foragidos mais procurados pelo FBI em 13 de outubro de 2020. Jose é procurado por orquestrar o assassinato de Juan Jesús Guerrero CHapa, ocorrido em 22 de maio de 2013, em Southlake, no Texas. É, ainda, considerado responsável por inúmeros assassinatos no México. Jose foi o 524º fugitivo a ser incluído na lista de mais procurados. O FBI oferece uma recompensa de até US$ 1 milhão para quem tiver informações importantes sobre o seu paradeiro.
Villarreal-Hernandez foi preso na Cidade do México, em 7 de janeiro de 2023.